# Jan Töve
Jan Töve, född 14 maj 1958, uppvuxen i Töve, Västergötland, är en svensk fotograf, författare och föredragshållare.
Jan Töve har genom åren erhållit åtskilliga priser och stipendier för sin fotografi. Han har även en rik produktion av böcker och utställningar – både i Sverige och utomlands.  Utöver publicistisk verksamhet har han även gjort film för Sveriges Television.
I sitt bildskapande söker Jan Töve idag alltmer gränslandet mellan natur, människa och samhälle, vilket kommer till uttryck i de senaste böckerna Riverside (2007), Silent Landscape (2012), Faraway Nearby (Hatje Cantz, 2017) och Night Light (eget förlag, 2020).